# Вільгельм Кюне
Вільгельм Кюне (нім. Wilhelm Kuene; 11 грудня 1888 — 30 серпня 1918) — німецький льотчик-ас, заступник офіцера Імперської армії.

## Біографія
13 жовтня 1909 року вступив до фузилерного полку №10, подав рапорт про переведення в авіацію, куди і був направлений наприкінці 1913 року. Спочатку служив у 14-му льотному дивізіоні, потім, після проходження підготовки в училищі винищувальної авіації у Варшаві, 15 лютого 1917 року був зарахований в 29-ту винищувальну ескадрилью, але протягом року служби в ній не досяг жодної підтвердженої перемоги. В січні 1918 року переведений в 15-ту винищувальну ескадрилью, звідки 20 березня, внаслідок ротації особового складу, перейшов у 18-ту винищувальну ескадрилью.
Після семи визнаних перемог і ще шести непідтверджених, більшість з яких після обговорення віддали іншим льотчикам, Кюне був збитий і загинув 30 серпня 1918 року в бою проти бомбардувальників DH.4 з британської 55-ї ескадрильї.

## Нагороди
- Залізний хрест 2-го і 1-го класу